# Iasion
Pour les articles homonymes, voir Iasos.
Dans la mythologie grecque, Iasion (en grec ancien Ἰασίων / Iasíôn, « le semeur » ou « le liseron ») ou Iasos (en grec ancien Ἴασος / Íasos) est un personnage lié aux cultes agricoles de Déméter.

## Mythe
Fils de Zeus et de la Pléiade Électre, et le frère de Dardanos (ancêtre de la lignée royale de Troie) liés au culte des mystères de Samothrace, où il est honoré sous le nom d’« Éétion ». Il est parfois associé (en compagnie de Triptolème, autre héros intervenant dans les mythes agricoles) à la constellation des Gémeaux.
Iasion est surtout connu pour avoir été l'amant de la déesse Déméter. Dans la version relatée par Homère et Hésiode, ils s'unissent en Crète dans un champ labouré trois fois,. De cette union nait Ploutos, divinité personnifiant la richesse. Chez Homère, Iasion meurt cependant foudroyé par Zeus, qui veut punir l’hybris qui l'a poussé à s'unir à une déesse,. Si Hésiode ne dit rien de cela, le foudroiement est aussi rapporté par le pseudo-Apollodore avec un motif un peu différent, puisque chez lui Iasion tente de violer Déméter.
Hygin rapporte une légende crétoise où Iason et Démeter ont pour fils Philomélos, Ploutos étant dit dans cette version fils de Démeter et Thuscus.
Par ailleurs une tradition tardive plus complète rapportée par Diodore de Sicile diverge assez notablement de la tradition archaïque. Chez Diodore de Sicile, Iasion et Dardanos ont pour sœur Harmonie. Zeus, souhaitant honorer son fils, lui enseigne les mystères sacrés, Iasion les étendant et étant le premier à y admettre des étrangers. Il épouse ensuite Cybèle dont il a un fils, Corybas. L'union avec Déméter n'est rapportée par Diodore que comme allégorique :

« Le vrai sens est que les blés de [Déméter], donnés à Iasion aux noces d'Harmonie, sont la source des richesses désignées par [Ploutos]. »

## Interprétation
L’histoire de Iasion est une allégorie de la fertilité. Iasion et Déméter en sont respectivement les principes mâles et femelles ainsi qu'humains et divins/naturels. Quant à leur fils Ploutos, il illustre l'épithète de ploutodeiria (« celle qui donne la richesse ») souvent donné à Déméter. Quant à la punition divine de Zeus, elle est à comprendre dans le même sens que celle infligée à Prométhée. Iasion qui symbolise le semeur, l'agriculteur, vole et viole le pouvoir divin. Il « change » l'ordre naturel des choses et des cycles. Par sa maîtrise des productions naturelles, il s'affranchit des vicissitudes divines/naturelles. Comme Prométhée, Iasion doit être puni pour ce vol. Il faut rapprocher ceci de l'idée assez répandue dans diverses cultures, parfois très éloignées les unes des autres, que l'agriculture est une violence, une blessure infligée à la Terre-Mère. Il faut la « forcer » par le labour pour obtenir la moisson et la « richesse ».

## Sources
- Pseudo-Apollodore, Bibliothèque [détail des éditions] [lire en ligne] (III, 12, 1).
- Denys d'Halicarnasse, Antiquités romaines [détail des éditions] [lire en ligne] (I, 61, 1-4).
- Diodore de Sicile, Bibliothèque historique [détail des éditions] [lire en ligne] (V, 48, 2).
- Hésiode, Théogonie [détail des éditions] [lire en ligne] (v. 969).
- Homère, Odyssée [détail des éditions] [lire en ligne] (V, 125-128).
- Hygin, Astronomie [détail des éditions] [(la) lire en ligne] (II, 4 ; II, 22) ; Fables [détail des éditions] [(la) lire en ligne] (CCL, CCLXX).
- Nonnos de Panopolis, Dionysiaques [détail des éditions] [lire en ligne] (XLVIII, 678).